# Марушиакова, Елена Андреевна
Еле́на Андре́евна Марушиа́кова (болг. Елена Марушиакова, слов. Jelena Marušiaková, англ. Elena Marushiakova; 15 марта 1958) — историк и этнограф словацкого и русского происхождения, исследователь цыган.

## Биография
Елена Марушиакова закончила Софийский университет имени Св. Климента Охридского, защитила диссертацию в Братиславском университете имени Яна Амоса Коменского, работала в Этнографическом институте Словацкой Академии наук, потом в Институте по этнологии и фольклористике с этнографическим музеем Болгарской Академии наук.
С 2001 по 2004 год проводила исследование цыган на территории бывшего СССР в рамках Комплексной исследовательской программы «Различия и интеграция» университетов Лейпцига и Галле. С 2013 по 2014 год была профессор-исследователем в Международном исследовательском центре «Работа и жизненный цикл человека в глобальной истории» в Берлинском университете имени Гумбольдта. В 2015 году — приглашённым профессором Леверхульма в Сент-Эндрюсском университете, а в 2016 году — профессор-исследователем в Имре Кертес Колег при Йенском университете имени Фридриха Шиллера. С сентября 2016 года является профессор-исследователем (носителем ERC Advanced Grant) в Сент-Эндрюсском университете. С 2023 года работает в Институте этнологии и социальной антропологии Словацкой академии наук.
В 2009 году получила отличие Ученый нового века, от научной программы Fulbright и от Бюро по образованию и культуре Государственного департамента США и Совета по международному обмену учёными.
С 2010 года до 2020 Елена Марушиакова является президентом международного Общества по изучению цыган (Gypsy Lore Society), созданого в 1888 году в Эдинбурге. С 2020 до 2022 Елена Марушиакова главный редактор журнала Romani Studies.
7 февраля 2020 г. профессор Елена Марушиакова получила звание Doctor honoris causa от Södertörn University в Стокгольме.
Елена Марушиакова основала Brill & Schoning Series «Roma History and Culture» в 2022 года.
Почетный профессор Сент-Эндрюсского университета (2023).

## Научная деятельность
Елена Марушиакова и её соавтор Веселин Попов провели многочисленные этнографические полевые исследования среди цыган в Болгарии, на Балканах, в Центральной и Восточной Европе, в Закавказье и Центральной Азии. Их основные работы включают первую книгу о цыганах в Болгарии (1997), первую книгу о цыганах в Османской империи (2000), которая переведена на несколько языков, книгу о цыганах на Чёрном море (2008) и книгу о цыганах в Центральной Азии и в Закавказье (2016).
Елена Марушиакова и Веселин Попов также публиковали в области фольклора и устной истории цыган; они издали шесть томов серии «Студии Романи». Они инициировали первую музейную выставку о цыганах в Болгарии в 1995—1996 годах и первую международную музейную выставку «Цыгане в Центральной и Восточной Европе» в 1998—1999 годах в Будапеште.
Елена Марушиакова и Веселин Попов читали лекционные курсы и публичные лекции в университетах и исследовательских институтах, а также в летних школах в Болгарии, Германии, Великобритании, Франции, Финляндии, Польше, Литве, Чехии, Словакии, Венгрии, Сербии, Республике Молдова, Турции, Японии, Австралии, Новой Зеландии, Канаде и США .

### Книги
- Marushiakova, Elena and Vesselin Popov. 2024. Stalin vs Gypsies: Roma and Political Repressions in the USSR. Paderborn: Brill &. Ferdinand Schöningh.
- Marushiakova, Elena and Vesselin Popov, eds. 2022. Roma Portraits in History. Roma Civic Emancipation Elite in Central, South-Eastern and Eastern Europe from the 19th Century until World War II. Leiden: Brill & Paderborn: Schöningh.
- Marushiakova, Elena and Vesselin Popov, eds. 2021. Roma Voices in History: A Source Book. Roma Civic Emancipation in Central, South-Eastern and Eastern Europe from 19th Century until the Second World War. Leiden: Brill & Paderborn: Schöningh.
- Marushiakova, Elena and Vesselin Popov. 2016. Gypsies of Central Asia and Caucasus. London: Palgrave Macmillan.
- Марушиакова, Елена и Веселин Попов. 2007. Студии Романи. Том VII. Избрано. София: Парадигма.
- Marushiakova, Elena, Udo Mischek, Vesselin Popov and Bernhard Streck. 2005. Dienstleistungsnomadismus am Schwarzen Meer. Zigeunergruppen zwischen Symbiose und Dissidenz. In Orientwissenschaftliche Hefte (16).
- Марушиакова, Елена и Веселин Попов. 2000. Циганите в Османската империя. София: Литавра. [Translations: Marushiakova, Elena and Vesselin Popov. 2001. Gypsies in the Ottoman Empire. Hatfield: University of Hertfordshire Press; Marushiakova, Elena and Vesselin Popov. 2003. Romi u Turskom Carstvu. Subotica: Čikoš Holding; Marushiakova, Elena and Vesselin Popov. 2006. Osmanlı Imperatorluğu’nda Çingeneler. Istanbul: Homer;یلینا ماروشیاکوف٢٠٠٩ ا و فاسلین بو. تاریخ الغج. الغجر فی الدولة العثما نیة. وکالةسفنکس (Egypt, 2009)]
- Марушиакова, Елена и Веселин Попов. 1993. Циганите в България. София: Клуб ‘90. [Translation: Marushiakova, Elena and Vesselin Popov. 1997. Gypsies (Roma) in Bulgaria. Frankfurt am Main: Peter Lang.]

### Сборники фольклора и устной истории
- Marushiakova, Elena, Vesselin Popov and Birgit Igla, eds. 1998. Studii Romani. Vol. V-VI. The Snake's Ring. The Language and Folklore of Erli from Sofia. // Студии Романи. Том V-VI. Змийският пръстен. Език и фолклор на Софийските Ерлии. Sofia: Litavra. [bilingual edititon]
- Marushiakova, Elena and  Vesselin Popov, eds. 1997. Studii Romani. Vol. III-IV. The Song of the Bridge. // Студии Романи. Том III-IV. Песента за моста. Sofia: Litavra. [bilingual edititon]
- Marushiakova, Elena and Vesselin Popov, eds. 1995. Studii Romani. Vol. II. // Студии Романи. Том II. Sofia: Club ’90. [bilingual edititon]
- Marushiakova, Elena and Vesselin Popov, eds. 1994. Studii Romani. Vol. I. // Студии Романи. Том I. Sofia: Club ’90. [bilingual edititon]

### Иллюстрированные книги и каталоги
- Marushiakova, Elena and Vesselin Popov. 2012. Roma Culture in Past and Present. Catalogue. Sofia: Paradigma. [Translations: Марушиакова, Елена и Веселин Попов. 2012. Ромската етнокултура – минало и настояще. Каталог. София: Парадигма; Marushiakova, Elena and Vesselin Popov. 2012. I Romani etnokultura – paluptnipe thaj akana. Katalogo. Sofia: Paradigma; Marushiakova, Elena and Vesselin Popov. 2012. La cultura étnica de los Gitanos (Roma) – pasado y presente. Catálogo. Sofia: Paradigma.]
- Marushiakova, Elena, Udo Mischek, Vesselin Popov and Bernhard Streck. 2008. Zigeuner am Schwarzen Meer. Leipzig: Eudora Verlag.
- Marushiakova, Elena and Vesselin Popov. 2000. Gypsies Roma in Times Past and Present. Photo-Book. // Цигани/Рома от старо и ново време. Фото-книга. Sofia: Litavra. [bilingual edititon]
- Marushiakova, Elena and Vesselin Popov. 1995. The Gypsies of Bulgaria. Problems of the multicultural museum exhibition. // Циганите на България. Проблеми на мултикултуралната музейна експозиция. Sofia: Club ’90. [bilingual edititon]

### Университетские учебники
- Марушиакова, Елена и Веселин Попов. 2012. Цигани в Източна Европа. Курс лекции. София: Парадигма.
- Кючуков, Христо, Елена Марушиакова и Веселин Попов. 2004. Христоматия по ромска култура. София: Иктус Принт.

### Составительство
- Marushiakova, Elena, Vesselin Popov & Lilyana Kovacheva. eds. 2023. Pashov, Shakir M. History of the Gypsies in Bulgaria and Europe: Roma.  Marushiakova, Elena, Vesselin Popov & Lilyana Kovacheva, eds. Paderborn: Brill & Ferdinand Schöningh.
- Пашов, Шакир. 2023. История на циганите в България и Европа: Рома. Марушиакова, Елена, Веселин Попов & Лиляна Ковачева (Сост.). София: Парадигма.
- Черных, Александр В., Елена А. Марушиаковой & Надежда Г. Деметер, eds. 2022. Цыганские сообщества в социуме: адаптация, интеграция, взаимодействия. Санкт-Петербург: Мамонтов.
- Marushiakova, Elena and Vesselin Popov, eds. 2020. Gypsy Policy and Roma Activism: From the Interwar Period to Current Policies and Challenges. Social Inclusion. Vol. 8, No. 2.
- Kyuchukov, Hristo, Elena Marushiakova and Vesselin Popov, eds. 2020. Preserving the Romani Memories. Festschrift in Honor of Dr. Adam Bartosz. München: Lincom Academic Publishers.
- Kyuchukov, Hristo, Elena Marushiakova and Vesselin Popov, eds. 2016. Roma: Past, Present, Future. München: Lincom Academic Publishers.
- Marushiakova, Elena and Vesselin Popov, eds. 2016. Roma Culture: Myths and Realities. München: Lincom Academic Publishers.
- Marushiakova, Elena, ed. 2008. Dynamics of National Identity and Transnational Identities in the Process of European Integration. Newcastle: Cambridge Scholars Publishing.

### Экспертные исследования
- Guy, Will, Andre Liebich and Elena Marushiakova. 2010. Improving the tools for the social inclusion and non-discrimination of Roma in the EU. Report. Luxembourg: Publications Office of the European Union.
- Marushiakova, Elena et al. 2001. Identity Formation among Minorities in the Balkans: The Cases of Roms, Egyptians and Ashkali in Kosovo. Sofia: Minority Studies Society “Studii Romani”.